# کربوپلاتین
کربوپلاتین (به انگلیسی: CARBOPLATIN)
رده درمانی: درمان سرطان ترکیب آلکیله‌کننده
اشکال دارویی: آمپول

## موارد مصرف
کربوپلاتین معمولاً برای درمان سرطان تخمدان استفاده می‌شود. این دارو در درمان انواع دیگری از بدخیمی‌ها، همچون تومورهای ریه، بیضه، سر و گردن و مغز نیز بکار می‌رود.

## مکانیسم اثر
کربوپلاتین به خانواده‌ای از داروهای ضد سرطان به نام ترکیبات حاوی پلاتینوم تعلق دارد. این داروها تقسیم و رشد سلول‌های بدخیم را کند می‌کنند.

## عوارض جانبی
کربوپلاتین ممکن است باعث اختلال در قاعدگی طبیعی زنان و بروز عقیمی در هر دو جنس گردد. سرگیجه، احساس سبکی سر، بثورات پوستی، درد و سوزش شدید بدن، تب، لرز، گلو درد، سرفه، اشکال در تنفس، زردی پوست یا چشم‌ها، خون‌ریزی یا کبود شدگی غیر معمول، کاهش شنوایی، تغییر حجم یا رنگ ادرار، پیدایش خون در ادرار، مدفوع سیاه قیری، درد پهلوها، تورم دست‌ها یا پاها، تغییر در بینایی